# Crise do Líbano de 1958
A crise do Líbano de 1958 foi uma crise política libanesa causada por tensões políticas e religiosas do país. Incluiu uma intervenção militar dos EUA, levando à redução das tensões.

## Antecedentes
Em julho de 1958, o Líbano estava ameaçado por uma guerra civil entre cristãos maronitas e muçulmanos. As tensões com o Egito tinha escalado anteriormente em 1956, quando o presidente pró-ocidental Camille Chamoun, um cristão, não rompeu relações diplomáticas com as potências ocidentais que atacaram o Egito durante a Crise de Suez, irritando o presidente egípcio, Gamal Abdel Nasser. Estas tensões foram ainda maiores quando Chamoun mostrou proximidade com o Pacto de Bagdá. Nasser considera o Pacto de Bagdá pró-ocidental representava uma ameaça ao nacionalismo árabe. Como resposta, o Egito e a Síria uniram-se na República Árabe Unida (RAU). O primeiro-ministro libanês sunita Rashid Karami apoiou Nasser em 1956 e 1958. Karami formou um governo de reconciliação nacional após a crise de 1958 terminar.
Os muçulmanos libaneses levaram o governo a aderir à recém-criada República Árabe Unida, enquanto os cristãos queriam manter o Líbano alinhado com às potências ocidentais. Uma revolta muçulmana que teria sido abastecida com armas pela RAU através da Síria levando o Presidente Chamoun a queixar-se ao Conselho de Segurança das Nações Unidas. As Nações Unidas enviaram um grupo de inspectores, que informaram não encontrar qualquer indício de intervenção significativa da RAU.
A derrubada de um governo pró-ocidental no Iraque na Revolução de 14 de julho, junto com a instabilidade interna, levou o Presidente Chamoun a pedir assistência dos Estados Unidos.

## Operação Blue Bat

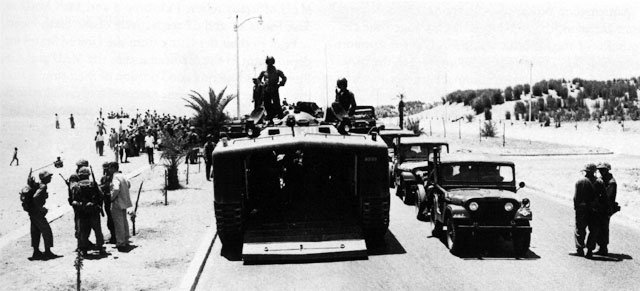
Fuzileiros dos EUA em patrulha em Beirute, no verão de 1958.

O presidente dos Estados Unidos, Dwight D. Eisenhower respondeu autorizando a Operação Blue Bat em 15 de julho de 1958. Esta foi a primeira aplicação da Doutrina Eisenhower em que os EUA anunciaram que iriam intervir para proteger os países ameaçados pelo comunismo internacional. O objetivo da operação era reforçar o governo pró-Ocidente do presidente libanês Camille Chamoun contra a oposição interna e às ameaças da Síria e do Egito. O plano era ocupar e proteger o Aeroporto Internacional de Beirute, a poucos quilômetros ao sul da cidade, em seguida,  proteger o porto de Beirute e abordagens para a cidade. A operação envolveu cerca de 14.000 homens, incluindo 8.509 pessoas do Exército, incluindo um contingente da 24 ª Brigada Aerotransportada da 24 ª Divisão de Infantaria (com sede na Alemanha) e 5.670 oficiais e soldados do Corpo de Fuzileiros Navais. A presença das tropas reprimiu com sucesso a oposição e os EUA retiraram suas forças em 25 de outubro de 1958.
O presidente Eisenhower enviou também o diplomata Robert D. Murphy ao país Líbano como seu representante pessoal. Murphy teve um papel importante em convencer o Presidente Chamoun a demitir-se e também na seleção do cristão moderado Fuad Chehab como substituto de Chamoun.

## Resultado
A operação, em conjunto com a renúncia de Chamoun como presidente do Líbano e sua substituição por Fuad Chehab, foi em grande parte um sucesso. A tensão desapareceu e que o governo estava protegido sob uma nova liderança. A operação terminou em 25 de outubro do mesmo ano. Baixas entre os norte-americanos foram extremamente leves, com apenas três soldados mortos em acidentes e um morto por um sniper.

### Livros e estudos
- Mohammed Shafi Agwani, The Lebanese Crisis, 1958: A Documentary Study, 1965.
- Erika G. Alin, The United States and the 1958 Lebanon Crisis, American Intervention in the Middle East, 1994.
- Pierrick el Gammal, Politique intérieure et politique extérieure au Liban de 1958 à 1961 de Camille Chamoun à Fouad Chehab, Sorbonne University (Paris), 1991. (French)
- Irene L. Gendzier, Notes from the Minefield: United States Intervention in Lebanon and the Middle East 1945–1958, 1997
- Agnes G. Korbani, U.S. Intervention in Lebanon, 1958–1982 : presidential decisionmaking, 1991.
- Nawaf Salam, L’insurrection de 1958 au Liban, Sorbonne University (Paris), 1979. (French)
- Jack Schulimson, Marines in Lebanon 1958, Historical Branch, G-3 Division, Headquarters, U.S. Marine Corps, Washington, Department of the Navy, United States Marine Corps, 1966, 60 p.
- Salim Yaqub, Containing Arab Nationalism, The Eisenhower Doctrine and the Middle East, 2003.
- The Lebanon Operation. Col: Contingency Operations]]. [S.l.]: United States Army Center of Military History. Historical Manuscript Collection 2-3.7 AC.F Tab D

### Artigos
- Gerges, Fawaz A. (1993), «The Lebanese Crisis of 1958: The Risks of Inflated Self-Importance», Beirut Review: 83–113.
- Lesch, David W. (1996), «Prelude to the 1958 American Intervention in Lebanon», Mediterranean Quarterly, 7 (3): 87–108.
- Little, Douglas (1996), «His Finest Hour? Eisenhower, Lebanon, and the 1958 Middle East Crisis», Diplomatic History, 20 (1): 27–54.
- Ovendale, Ritchie (1994), «Great Britain and the Anglo-American Invasion of Jordan and Lebanon in 1958», The International History Review, 16 (2): 284–304.
- Tinguy, Edouard de (2007), «The Lebanese crisis of 1958 and the U.S military intervention», Paris: A. Pédone, Revue d'Histoire Diplomatique, 4 (em francês).